# Liste der Lieder von Big Bang
Die folgende Liste beinhaltet alle veröffentlichten Lieder der südkoreanischen Boygroup Big Bang in alphabetischer Reihenfolge mit Länge, Album und Erscheinungsjahr.

## A
| Titel               | Länge | Album           | Jahr |
| ------------------- | ----- | --------------- | ---- |
| A Fool's Only Tears | 4:03  | Big Bang Vol. 1 | 2006 |
| Always              | 3:53  | Always          | 2007 |
| A Good Man          | 3:23  | Stand Up        | 2008 |
| Ain't No Fun        | 3:42  | Alive           | 2012 |

## B
| Titel              | Länge | Album       | Jahr |
| ------------------ | ----- | ----------- | ---- |
| Bringing You Love  | 3:24  | Big Bang    | 2009 |
| Beautiful Hangover | 3:46  | Big Bang 2  | 2011 |
| Bad Boy            | 3:59  | Alive       | 2012 |
| Blue               | 3:53  | Alive       | 2012 |
| Bingle Bingle      | 3:00  | Still Alive | 2012 |
| Bae Bae            | 3:39  | Made        | 2015 |
| Bang Bang Bang     | 3:40  | Made        | 2015 |

## C
| Titel           | Länge | Album     | Jahr |
| --------------- | ----- | --------- | ---- |
| Crazy Dog       | 3:41  | Hot Issue | 2007 |
| Come Be My Lady | 2:55  | Number 1  | 2008 |
| Café            | 3:40  | Tonight   | 2011 |

## D
| Titel      | Länge | Album           | Jahr |
| ---------- | ----- | --------------- | ---- |
| Dirty Cash | 3:14  | Big Bang Vol. 1 | 2006 |

## E
| Titel      | Länge | Album    | Jahr |
| ---------- | ----- | -------- | ---- |
| Everything | 3:55  | Number 1 | 2008 |
| Emotion    | 3:20  | Big Bang | 2009 |
| Ego        | 3:25  | Alive    | 2012 |

## F
| Titel                         | Länge | Album           | Jahr |
| ----------------------------- | ----- | --------------- | ---- |
| Forever With U feat. Park Bom | 3:39  | Big Bang Vol. 1 | 2006 |
| Fool                          | 3:46  | Hot Issue       | 2007 |
| Foolish Love                  | 4:02  | Remember        | 2008 |
| Follow Me                     | 3:32  | Big Bang        | 2009 |
| Fantastic Baby                | 3:51  | Alive           | 2012 |
| Feeling                       | 3:55  | Alive           | 2012 |
| Fxxk It                       | 4:03  | Made            | 2016 |
| Flower Road                   | 3:49  |                 | 2018 |

## G
| Titel         | Länge | Album       | Jahr |
| ------------- | ----- | ----------- | ---- |
| Good Bye Baby | 3:32  | Big Bang 03 | 2006 |
| Gara Gara Go! | 3:20  | Big Bang    | 2009 |
| Girlfriend    | 3:49  | Made        | 2016 |

## H
| Titel      | Länge | Album                      | Jahr |
| ---------- | ----- | -------------------------- | ---- |
| How Gee    | 3:15  | Number 1                   | 2008 |
| Heaven     | 3:51  | Stand Up                   | 2008 |
| Haru Haru  | 4:15  | Stand Up                   | 2008 |
| Hallelujah | 3:14  | Iris: Original Sound Track | 2009 |
| Hands Up   | 3:59  | Big Bang 2                 | 2011 |

## I
| Titel                      | Länge | Album           | Jahr |
| -------------------------- | ----- | --------------- | ---- |
| Intro (Big Bang)           | 0:26  | Big Bang Vol. 1 | 2006 |
| Intro (Put Your Hands Up)  | 1:22  | Big Bang        | 2006 |
| I Don't Understand         | 1:23  | Hot Issue       | 2007 |
| Intro (Hot Issue) feat. CL | 1:23  | Hot Issue       | 2007 |
| Intro (Everybody Scream)   | 1:44  | Remember        | 2008 |
| Intro (Stand Up)           | 1:35  | Stand Up        | 2008 |
| Intro                      | 1:12  | Number 1        | 2008 |
| Intro (Thank You & You)    | 1:32  | Tonight         | 2011 |
| If You                     | 4:24  | Made            | 2016 |

## K
| Titel          | Länge | Album      | Jahr |
| -------------- | ----- | ---------- | ---- |
| Koe o Kikasete | 4:22  | Big Bang 2 | 2011 |

## L
| Titel             | Länge | Album                    | Jahr |
| ----------------- | ----- | ------------------------ | ---- |
| La La La          | 3:00  | Big Bang Vol. 1          | 2006 |
| Last Farewell     | 3:52  | Hot Issue                | 2007 |
| Lies              | 3:49  | Always                   | 2007 |
| Lady              | 3:19  | Stand Up                 | 2008 |
| Love Club         | 3:34  | Big Bang                 | 2009 |
| Lollipop mit 2NE1 | 3:14  | 2NE1                     | 2009 |
| Lollipop pt.2     | 3:23  | —                        | 2010 |
| Love Song         | 3:45  | Big Bang Special Edition | 2011 |
| Love Dust         | 3:52  | Alive                    | 2012 |
| Loser             | 3:39  | Made                     | 2015 |

## M
| Titel     | Länge | Album       | Jahr |
| --------- | ----- | ----------- | ---- |
| Make Love | 3:37  | Number 1    | 2008 |
| Monster   | 3:51  | Still Alive | 2012 |

## N
| Titel    | Länge | Album    | Jahr |
| -------- | ----- | -------- | ---- |
| Number 1 | 3:20  | Number 1 | 2008 |

## O
| Titel                       | Länge | Album      | Jahr |
| --------------------------- | ----- | ---------- | ---- |
| Oh Ma Baby                  | 3:51  | Always     | 2007 |
| Oh My Friend feat. No Brain | 3:31  | Stand Up   | 2008 |
| Oh, Ah, Oh                  | 3:46  | Remember   | 2008 |
| Ora Yeah!                   | 3:05  | Big Bang 2 | 2011 |

## R
| Titel    | Länge | Album    | Jahr |
| -------- | ----- | -------- | ---- |
| Remember | 3:19  | Remember | 2008 |

## S
| Titel                     | Länge | Album                    | Jahr |
| ------------------------- | ----- | ------------------------ | ---- |
| Shake It feat. Lee Eun-ju | 3:46  | Big Bang Vol. 1          | 2006 |
| She Can't Get Enough      | 3:29  | Big Bang Vol. 1          | 2006 |
| Sunset Glow               | 3:24  | Remember                 | 2008 |
| Stylish                   | 3:07  | Gara Gara Go!            | 2009 |
| Stay                      | 3:40  | Big Bang                 | 2009 |
| So Fresh, So Cool         | 2:31  | —                        | 2009 |
| Somebody to Love          | 3:32  | Tonight                  | 2011 |
| Stupid Liar               | 3:54  | Big Bang Special Edition | 2011 |
| Still Alive               | 3:18  | Still Alive              | 2012 |
| Sober                     | 3:57  | Made                     | 2015 |
| Still Life                | 3:14  |                          | 2022 |

## T
| Titel               | Länge | Album      | Jahr |
| ------------------- | ----- | ---------- | ---- |
| Twinkle Twinkle     | 3:38  | Remember   | 2008 |
| Top of the World    | 3:01  | Big Bang   | 2009 |
| Tonight             | 3:39  | Tonight    | 2011 |
| The North Face Song | 2:51  | —          | 2011 |
| Tell Me Goodbye     | 4:05  | Big Bang 2 | 2011 |

## U
| Titel          | Länge | Album                   | Jahr |
| -------------- | ----- | ----------------------- | ---- |
| Until Whenever | 4:05  | Global Warning Tour DVD | 2008 |

## V
| Titel           | Länge | Album            | Jahr |
| --------------- | ----- | ---------------- | ---- |
| V.I.P           | 3:04  | Bigbang is V.I.P | 2006 |
| Victory (Intro) | 1:52  | Bigbang 03       | 2006 |

## W
| Titel                             | Länge | Album    | Jahr |
| --------------------------------- | ----- | -------- | ---- |
| We Belong Together feat. Park Bom | 3:58  | Big Bang | 2006 |
| Wrong Number                      | 3:38  | Always   | 2007 |
| We are Big Bang (Intro)           | 1:37  | Always   | 2007 |
| With U                            | 3:01  | Number 1 | 2008 |
| Wonderful                         | 3:28  | Remember | 2008 |
| What is Right                     | 3:43  | Tonight  | 2011 |
| We Like 2 Party                   | 3:16  | Made     | 2015 |